# Postismo
El postismo es un movimiento marginal —que no grupo—, cuyo nombre es la contracción de postsurrealismo (como puede leerse en el Segundo manifiesto, aparecido en La Estafeta Literaria, número especial de 1946 y firmado por Eduardo Chicharro Briones, Carlos Edmundo de Ory y Silvano Sernesi), pero que en un principio quiso significar "el ismo que viene tras todos los ismos", como puede verse más abajo. Con esta denominación querían significar que este movimiento venía a ser la síntesis de todas las vanguardias literarias precedentes. 

## Nómina
En España, junto al catalán Dau al set y el aragonés Pórtico, fue el único movimiento que asumió las vanguardias europeas tras la Guerra Civil. Fue impulsado sobre todo por Carlos Edmundo de Ory (1923-2010) y Eduardo Chicharro Briones (1905-1964), y en él figuraron durante algún tiempo escritores como Francisco Nieva (1924-2016), Ángel Crespo (1926-1995), Gloria Fuertes (1917-1998), Antonio Fernández Molina (1927-2005), Fernando Arrabal (1932- ), Antonio Beneyto (1934-2020), Gabino-Alejandro Carriedo (1923-1981), José Fernández-Arroyo (1928- 2019), Félix Casanova de Ayala (1915-1990), Federico Muelas (1910-1974), Jesús Juan Garcés (1917-1983) o Carlos de la Rica (1929-1997).

## Orígenes
El Postismo nace en Madrid en 1945 y prolonga su actividad hasta 1950. La publicación del Tercer Manifiesto del Postismo (1947) marca probablemente el inicio de un declive sazonado por la incomprensión literaria y la cerrazón ideológica. Las influencias más claras vienen de las vanguardias literarias francesas: el dadaísmo, del cual se escindiría el surrealismo; Silvano Sernesi recibió en Roma una fuerte influencia del futurismo de Marinetti. El cubismo literario no les era desconocido: los postistas parten de él como de un punto superado: quieren llegar donde se agotaron los tres citados, y la poesía social. El movimiento fue calificado por el propio Carlos Edmundo de Ory como "la locura controlada" frente a la "escritura automática" surrealista.
La tradición en que bebe el Postismo es profunda; su posición anticanónica y contrafactual paradójicamente echa raíces en la ingeniosidad verbal del barroco y los pastiches gozosos de las sátiras dieciochescas, y pasa por el talante estrambótico, festivo y burlón, de escritores decimonónicos como Ros de Olano y Miguel de los Santos Álvarez, para enlazar con el esperpento de Valle Inclán, la factoría gregueresca de Ramón Gómez de la Serna y, ya desde las vanguardias, con el absurdo y el humor surreal de sus discípulos Tono, Miguel Mihura, Carlos Arniches, Enrique Jardiel Poncela y los aledaños de revistas como Bertoldo, La Ametralladora y La Codorniz. Palabra inventada, pues, frente a palabra inventariada y la vertiente lúdica que aparece en libros de ludolingüística como Esfuerzos del ingenio literario (Madrid: Sucs. De Rivadeneyra, 1890) del no en vano manchego León Carbonero y Sol o la antología Rarezas literarias. Florilegio de composiciones curiosas y extravagantes de autores antiguos y modernos (Cádiz, sin año) realizada por Eduardo de Ory inspirándose en el anterior, padre del postista Carlos Edmundo de Ory y poeta modernista él mismo.

## Manifiestos y revistas
El postismo creó cuatro manifiestos. El primero se publicó en la revista Postismo, núm. 1, Madrid 1945. El segundo apareció en un número extraordinario de La Estafeta literaria de Madrid, en 1946. El tercero lo publicó "El Minuto", suplemento de La Hora, núm. 1, segunda época, Madrid, 1947; estos tres manifiestos fueron transcritos por Félix Grande en Carlos Edmundo de Ory, Puesta 1945‑1969 (Barcelona, Edhasa, 1970). El cuarto y último aparece con los otros en una edición de Gonzalo Armero: Eduardo Chicharro, Música Celestial y otros poemas (Madrid: Semanarios y Ediciones, 1974). Las publicaciones principales de esta estética son el citado Postismo y La Cerbatana, sufragadas por Silvano Sernesi, y El Pájaro de Paja y "Jueves Postista", suplemento del diario Lanza de Ciudad Real.

## Poética
El postismo tuvo repercusión en las artes plásticas y en la literatura, y reacciona en esta última contra las corrientes contemporáneas que Dámaso Alonso definió como poesía desarraigada y poesía arraigada. Se trata de una corriente que pretende sintetizar las estéticas de vanguardia de preguerra en una especie de neodadaísmo germinal y como tal rechaza todo dogmatismo o imposición. Sus principios pueden reducirse según José Manuel Polo Bernabé a estos cinco:
1. Supremacía de la imaginación que depende del subconsciente y la razón.
2. Utilización de materiales sensoriales
3. Su carácter lúdico, dionisiaco y humorístico
4. Control técnico que incluye la exploración de las posibilidades del lenguaje, rasgo éste quizás que le distingue de otros movimientos vanguardistas
5. Voluntad de destruir prejuicios.

Estos principios se encuentran aludidos en el primer Manifiesto;

El resultado de un movimiento profundo y semiconfuso de resortes del subconsciente tocados por nosotros en sincronía directa o indirecta (memoria) con elementos sensoriales del mundo exterior, por cuya función o ejercicio la imaginación, exaltada automáticamente, pero siempre con alegría, queda captada para proporcionar la sensación de la belleza o la belleza misma, contenida en normas técnicas controladas y de índole tal que ninguna clase de prejuicios o miramientos cívicos, históricos o académicos puedan cohibir el impulso imaginativo.

Carlos Edmundo de Ory definió el postismo en 1946 como "la locura inventada", y Eduardo Chicharro, como "culto del disparate". Se trataba, en definitiva, de la liquidación de las vanguardias. Otro postista célebre, Gabino-Alejandro Carriedo, lo definía en 1949 como "un estado de ánimo, un modo de ser, un aspecto del arte y de la naturaleza [...] Es la sensación pura explotada científica y conscientemente. Postismo es el regodeo íntimo de los dioses."

## Centros de difusión
Los centros de difusión del Postismo se localizaron fundamentalmente en Madrid y en Ciudad Real (muchos poetas manchegos se adhirieron al movimiento; Ángel Crespo, Francisco Nieva, Antonio Fernández Molina y José Fernández-Arroyo, así como los conquenses Carlos de la Rica y Federico Muelas), y allí se crearon algunas publicaciones fundamentales del movimiento, como El Pájaro de Paja y Jueves Postista).

## Evolución
En su obra No es un sueño (Diario: 1954-2006), José Fernández-Arroyo describe el Postismo en estos términos: 
El postismo es en realidad el resultado de unos experimentos fotográficos que organizaron por los años treinta y tantos mis ya desaparecidos amigos Gregorio Prieto y Eduardo Chicharro "Chebé", durante los años que vivieron como becados en la Academia de España, en Roma. Chicharro, gran aficionado a la fotografía y buen fotógrafo, con su sensibilidad de pintor, realizó una serie de fotografías y montajes tomando como motivo ruinas de estatuas y templos romanos y utilizando como modelo a Gregorio Prieto. Medio en serio medio en broma, Chicharro denominó a su estilo "postista", queriendo significar con este nombre una tendencia que sobrepasaba el último "ismo" entonces imperante en el arte y la literatura, que era el surrealismo francés. Ellos decidieron que su nuevo estilo estaba más allá de todos los "ismos".
Años más tarde, regresando ya Chicharro A Madrid, conoció al poeta Carlos Edmundo de Ory y, a través de éste, al joven Silvano Sernesi, hijo de un financiero italiano y, entre los tres, decidieron "lanzar" seriamente este movimiento con la edición de una revista denominada Postismo, en la que publicaron el primer Manifiesto, presidido por una foto de Gregorio de las realizadas en Roma. Dicho Manifiesto debió de parecer escandaloso y sospechoso de rebeldía a las autoridades culturales de entonces, y la revista fue inmediatamente prohibida. No dándose por vencidos, editaron al poco tiempo una nueva revista denominada La Cerbatana, que corrió la misma suerte que la primera. Por este tiempo, Gabino-Alejandro Carriedo y Ángel Crespo comienzan a publicar cada dos meses una modestísima revistilla a la que bautizaron El Pájaro de Paja, donde el movimiento postista medró penosamente hasta que, en 1946, aparece en La Estafeta Literaria el Segundo Manifiesto Postista y, al año siguiente, en el suplemento El Minuto de la revista estudiantil La Hora, lanza Chicharro el Tercer Manifiesto, dedicado a la juventud estudiantil, con la peregrina intención de atraerla a su causa.
Pero lo cierto es que, a pesar de estos tres “Manifiestos” en los que el pretendido movimiento cultural no parece manifestarse muy sólidamente estructurado, sino que, antes bien, parece quedar reducido a una especie de divertimento cultural, el postismo conoce un breve periodo de vigencia entre los poetas fundadores, a los que muy pronto se van incorporando mis también queridos y desaparecidos amigos Ángel Crespo, Gabino-Alejandro Carriedo y Félix Casanova de Ayala y, poco tiempo después, Antonio Fernández Molina, Carlos de la Rica y yo mismo. La verdad es que, únicamente a ellos se debe la escasa obra que puede considerarse realmente postista, aparte de la de Carlos Edmundo de Ory y la del propio Chicharro, pese a que, posteriormente, se hayan adherido otros nombres (entre ellos, Arrabal) y otras escasa obras más o menos lejanamente emparentadas con la ortodoxia postista en la que, por otra parte, toda heterodoxia podía tener cabida.
No deja de resultar curioso cómo un casi insignificante fenómeno de vanguardia poética, que pretendía fundamentalmente enfrentarse como alternativa (quizás más divertida que profunda) al estilo neoclasicista permitido por el régimen franquista, y representado por un grupo de poetas que se denominaba "garcilasista", haya logrado atraer, al cabo de los años, tanto interés y tanta atención como parece despertar ahora el postismo. Yo pienso que ello ha de estar motivado, precisamente, porque el postismo fue el único conato de ruptura (siquiera fuera más bien formal, antes que ideológica) surgido contra el trasnochado y uniforme estilo generalizado entre los poetas amparados por el régimen y acaparadores exclusivos de todas las publicaciones literarias permitidas por el "movimiento nacionalsindicalista imperial".
Según Jaume Pont, El pájaro de paja, Deucalión Y Doña Endrina, de la mano de Carriedo, Crespo y Fernández Molina, alentaron en sus páginas el legado postista, como asimismo el primer teatro de Fernando Arrabal (Pic-nic, El cementerio de automóviles...) o, más claramente aún, el "Teatro furioso", el "Teatro de farsa y calamidad" y el "Teatro de crónica y estampa" de Francisco Nieva, "exponente mayor de asimilación directa e indirecta de las tesis postistas en el campo teatral: estampas carnavalescas, irracionalidad que sublima críticamente lo grotesco, simbiosis plástica de las diversas artes, humor desenfadado y, de modo relevante, una funcionalidad teatral de la palabra que potencia las tres claves mágicas tantas veces aireadas por Chicharro, Ory y Sernesi en sus manifiestos: el absurdo, la locura y el disparate" (J. Pont, "Postismo, la brujería de la palabra", en El Cultural, suplemento de El Mundo, 27/06/1999).
Derivaciones del postismo pueden encontrarse posteriormente en José Luis Castillejo, Juan Eduardo Cirlot, la Poesía visual y el grupo Zaj. Un intento de revitalizar la estética del Postismo fue acaudillado por Carlos de la Rica, quien impulsó el Neopostismo a través del grupo poético de «La Camama» protagonizado por José del Saz Orozo, Manuel San Martín, Carlos Asorey y Luis Lloret, apoyados por medio de su modesta editorial El Toro de Barro, fundada en 1965 y de significativa labor en la década de los ochenta.